# Ivancea
Ivancea es una comuna y pueblo de la República de Moldavia ubicada en el distrito de Orhei.
En 2004 la comuna tiene 5904 habitantes, de los cuales 2138 viven en el propio pueblo y el resto en las pedanías de Brănești (2486 habitantes) y Furceni (1280 habitantes). De los 5904 habitantes de la comuna, 4446 son étnicamente moldavos-rumanos y 1061 son ucranianos.
La comuna es famosa por albergar la casa solariega de los Balioz, construida en la segunda mitad del siglo XIX y declarada monumento arquitectónico de importancia nacional.
Se sitúa sobre la carretera R23, unos 10 km al sur de Orhei.